# Ronnebypartiet
Ronnebypartiet (ROP) är ett lokalt politiskt parti i Ronneby kommun. 

## Historik
Partiet bildades 1994 och tog fyra mandat i valet till Ronneby kommunfullmäktige samma år. Huvudfrågor var ökad insyn i kommunala bolag och en halvering av partistödet.
I början av 1998 var det stor turbulens i partiet. Den på årsmötet valda ordföranden avgick efter endast en vecka då han inte fått med sig styrelsen på sin politiska inriktning. Vid kommunalvalet senare samma år tappade partiet ett mandat och så gjorde man även i 2002 års val. Partiet fick då 2 av kommunfullmäktiges 49 mandat. Vid valet 2006 ökade partiets stöd och man vann 4 av kommunfullmäktiges 49 mandat. Vid valet 2010 fick partiet 3 av kommunfullmäktiges 49 mandat. Mandatperioderna 2011–2014 och 2015–2018 ingick Ronnebypartiet tillsammans med Moderaterna, Centerpartiet, Folkpartiet och Kristdemokraterna i en styrande minoritetskoalition. Dock sprack samarbetet med Alliansen efter valet 2018 och de fyra borgerliga partierna fortsatte att reagera tillsammans i minoritet.

## Valresultat
| År   | Röster | %    | Mandat |
| ---- | ------ | ---- | ------ |
| 1994 | 1 422  | 7,3  | 4 / 49 |
| 1998 | 1 129  | 6,27 | 3 / 49 |
| 2002 | 592    | 3,31 | 2 / 49 |
| 2006 | 1 449  | 8,06 | 4 / 49 |
| 2010 | 1 309  | 7,03 | 3 / 49 |
| 2014 | 919    | 4,93 | 2 / 49 |
| 2018 | 618    | 3,24 | 2 / 49 |
| 2022 | 479    | 2,58 | 1 / 49 |